# Cimetière juif de Coblence
Le cimetière juif de Coblence est un cimetière juif bien conservé dans la ville allemande de Coblence, en Rhénanie-Palatinat. C'est un monument culturel protégé.
On y trouve environ 400 pierres tombales de personnes décédées depuis le XIXe siècle. Le cimetière a été vandalisé lors du pogrom de la Nuit de Cristal en 1938.

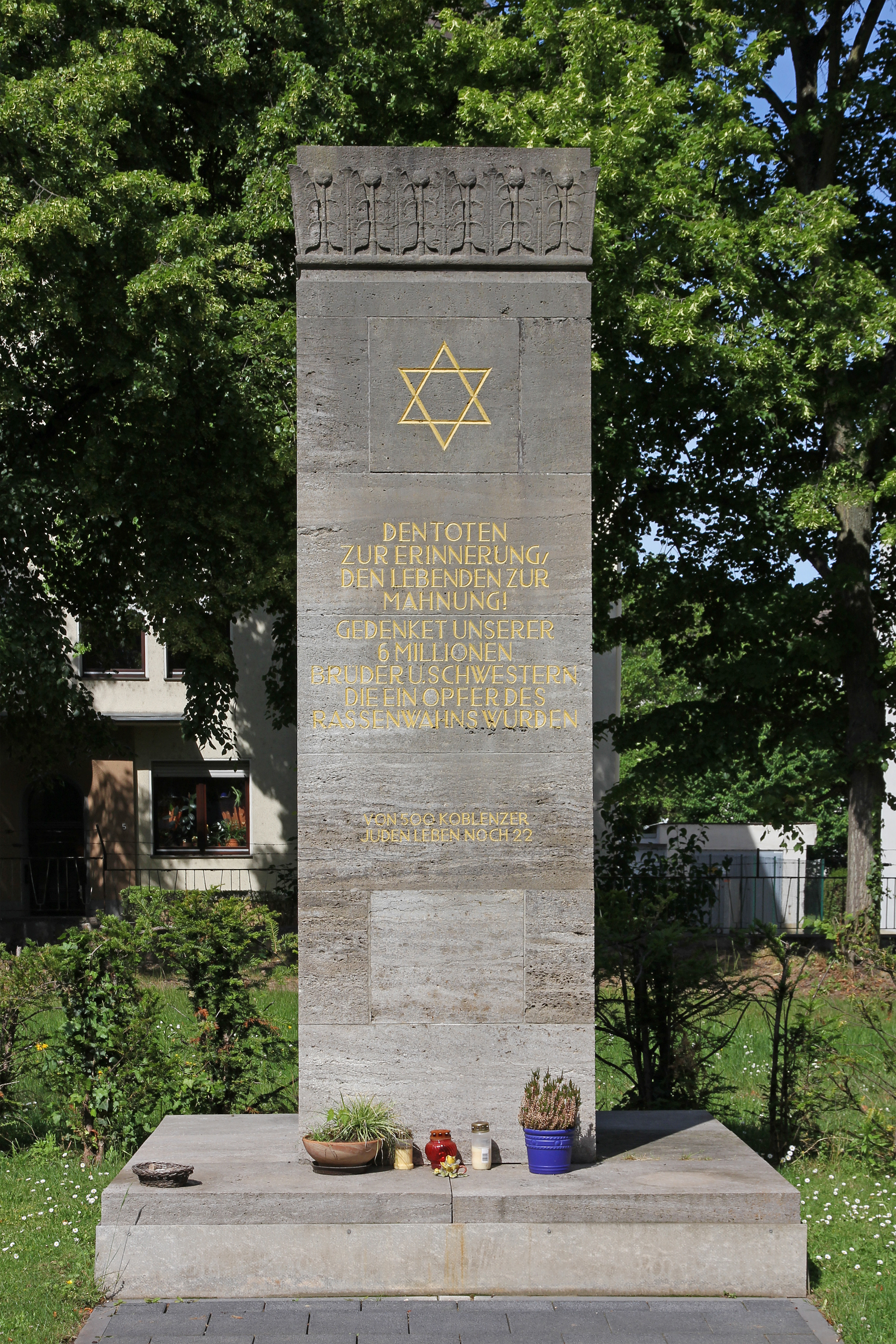
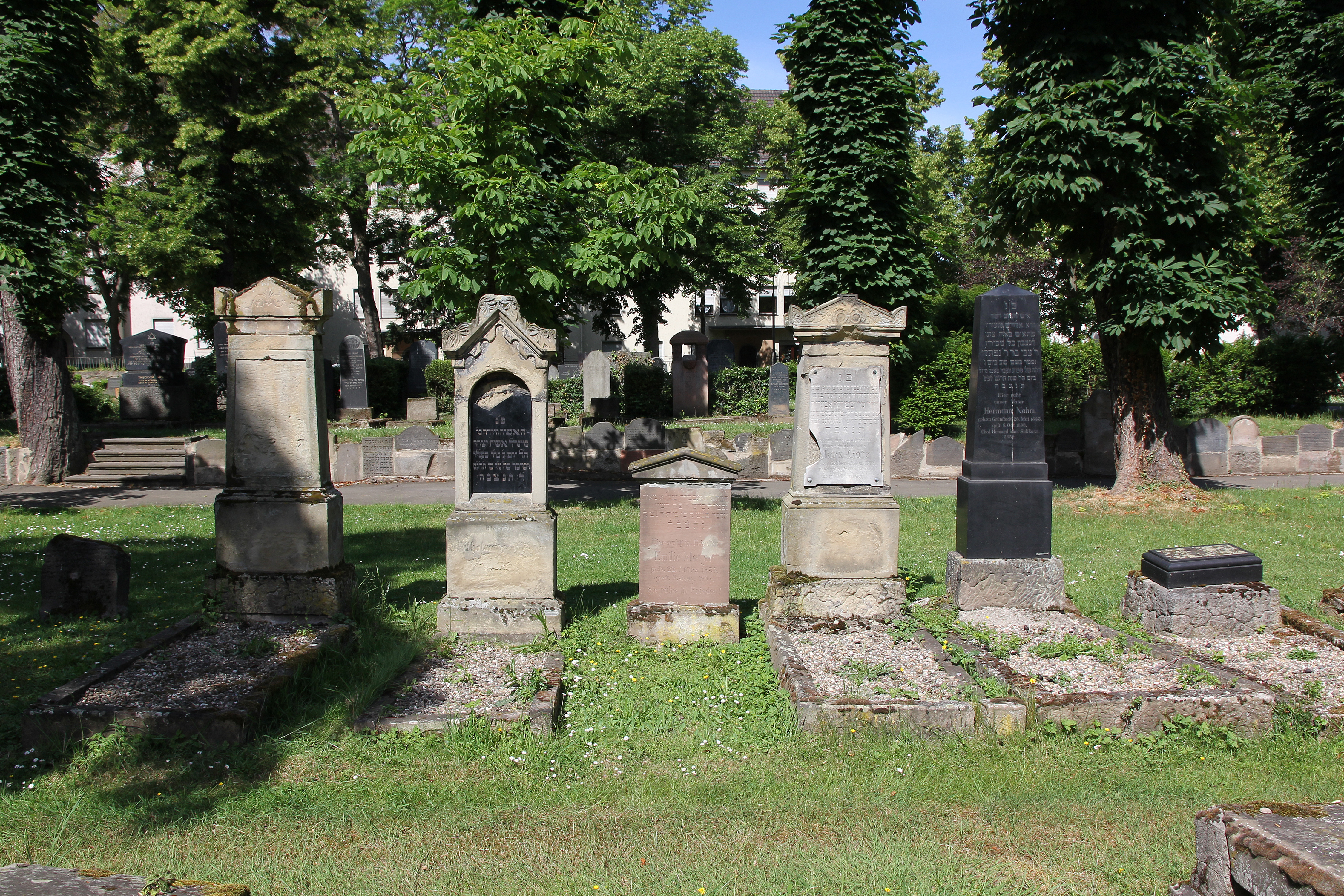
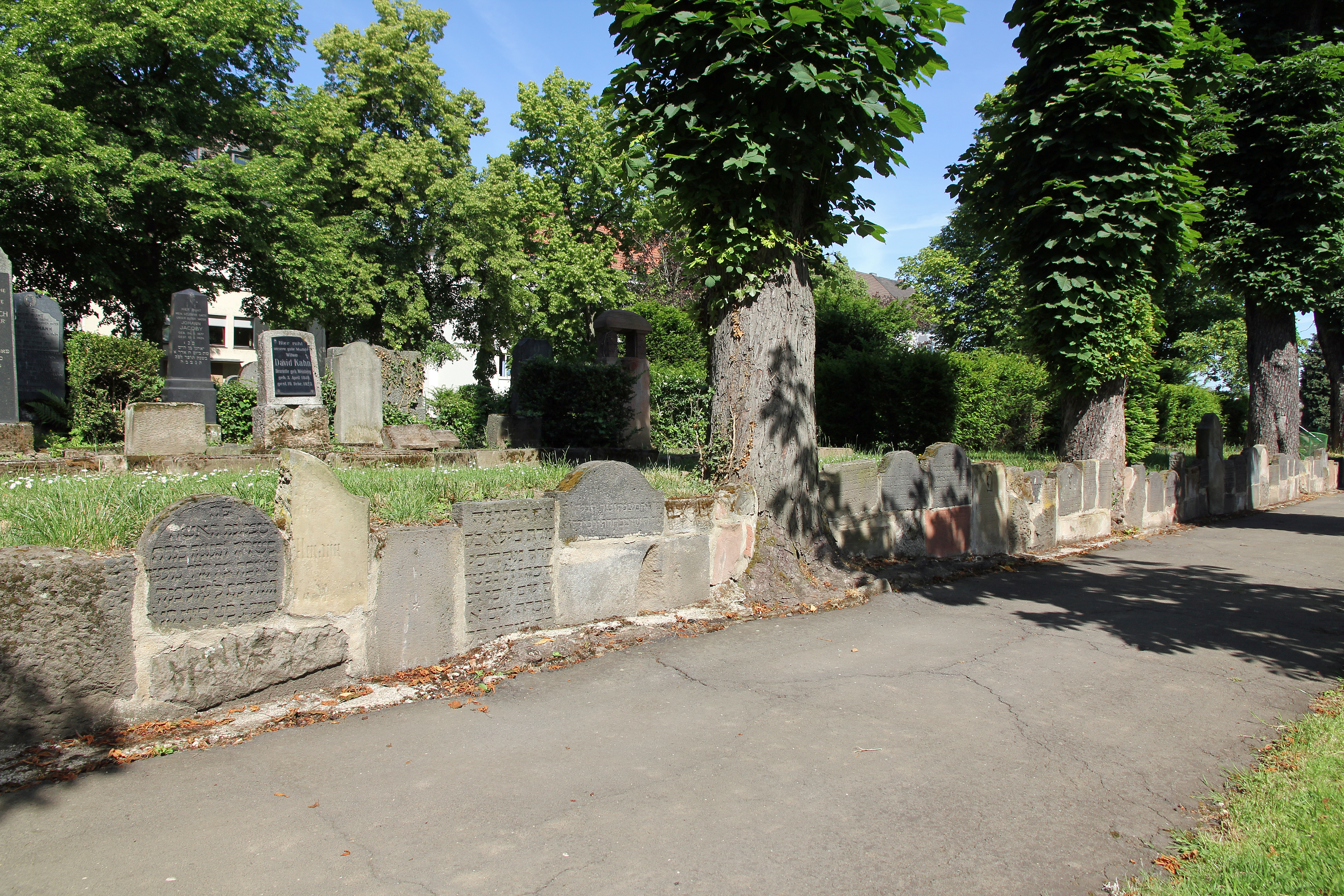
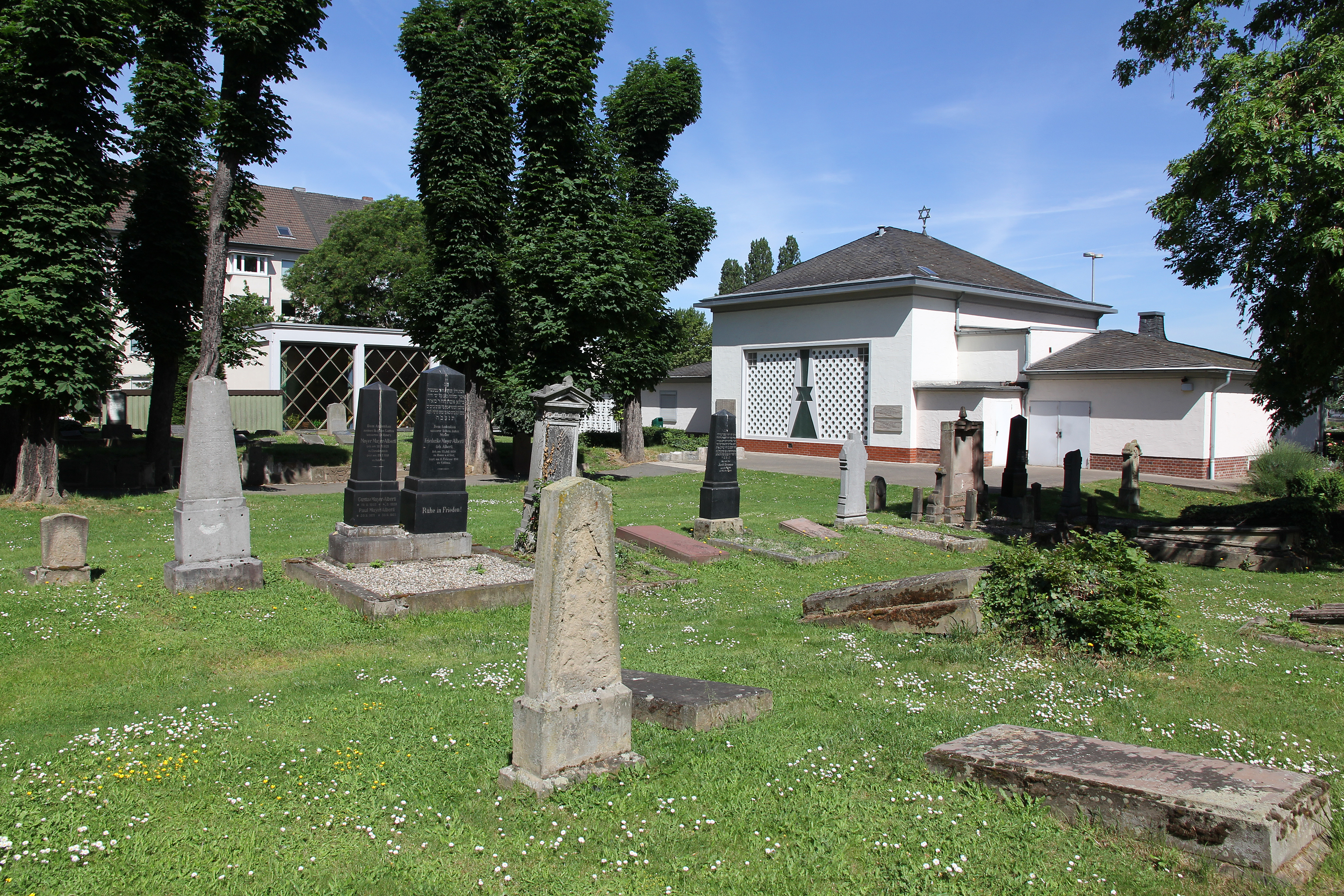